# 浙江湖畔创业研学中心
浙江湖畔创业研学中心，原名浙江湖畔大学创业研究中心（原简称湖畔大学），是一所由马云、冯仑、郭广昌、史玉柱、沈国军、钱颖一、蔡洪滨、邵晓锋在杭州创办的以企业家為招收對象的学校，8人成为湖畔大学第一批校董事会成员，马云担任第一任校长。
浙江湖畔创业研学中心在2021年WURI世界大学真实影响力创新大学排名榜中名列第101-200名。

## 历史
2015年1月26日，湖畔大学已从报名的150人中面试出第一批50名学员，其中包括优米网创始人王利芬。自此以后每年报名的人数都在急剧增加，到2017年第三期的时候报名的人数已经超过一千多人而录取的名额没有增加。而到了2018年，报名的人数更是增加到了4000人以上，而同样的录取的名额并没有增加，成为国内商业学院中录取比例最低的一所学校。从第三期开始湖畔大学的学员不仅仅只包括互联网行业创业公司，而且更广泛地面对更多的行业进行学员的招收。
金融時報報道，2021年4月，受馬雲約談事件影響，湖畔大学暂停招生。5月17日，官方透過财经自媒体回应由于在民政部門註冊的民辦非單位，并非学历教育序列，为免误会而更名为“浙江湖畔创业研学中心”；原刻有“湖畔大学”金字的门前大石已被擦除字样。
中华人民共和国教育部等八部门在同年5月18日印发《關於規範『大學』、『學院』名稱登記使用的意見》文件，稱有些企業內設培訓機構未經批准冒用「大學」「學院」名稱並對外宣傳招生，造成社會公眾誤解，擾亂教育秩序，產生不良影響。

## 名称来源
湖畔大学的名称源于阿里巴巴创业所在地杭州湖畔花园小区，2003年淘宝也在湖畔花园诞生。

## 入学要求
- 创业3年以上
- 年度营收超过3000万人民幣
- 企业纳税3年以上
- 公司规模超过30人
- 3位推荐人推荐，其中至少1位需是湖畔大学指定推荐人（湖畔大学校董、保荐人及历届学员）
- 没有违法记录[2]